# Мокоена, Ноти
Уи́льям «Но́ти» Мокое́на (англ. William "Naughty" Mokoena; род. 31 марта 1975 или 31 мая 1975, Йоханнесбург, Трансвааль) — южноафриканский футболист, игравший на позиции полузащитника. Получил своё прозвище (рус. Непослушный) в связи с постоянными скандалами из-за нарушения дисциплины. Участник чемпионата мира 1998 года в составе национальной сборной ЮАР.

## Клубная карьера
Во взрослом футболе дебютировал в 1995 году выступлениями за команду «Мэннинг Рейнджерс», в которой провел три сезона. Впоследствии по одному сезону отыграл за «Орландо Пайретс», «Амазулу» и «Африкан Уондерерс». В 2001 году после вылета из чемпионата в составе «Африкан Уондерерс» перешёл в клуб «Морока Свэллоуз». В составе последнего несколько раз получал награду лучшему игроку матча и помог клубу выиграть чемпионат ЮАР, однако в 2002 году покинул клуб из-за конфликта с главным тренером Виктором Бондаренко и перешёл в «Хелленик». В январе 2003 года контракт Мокоэны с клубом был расторгнут В том же году стал игроком клуба «Блэк Леопардс», за который играл следующие 4 сезона.

## Карьера в сборной
В 1995 году Мокоена сыграл четыре матча за национальную футбольную команду ЮАР до 23 лет. В 1998 году был включён в заявку сборной ЮАР на чемпионат мира в Франции, однако на поле в течение турнира не выходил. На турнире он вместе со своим однокомандником Бренданом Огустином был оштрафован на 100 000 рэндов за нарушение дисциплины после нарушения комендантского часа, установленного тренером Филиппом Труссье, в связи с чем покинул сборную перед финальным матчем с Саудовской Аравией. После чемпионата мира Мокоена вызывался в сборную, однако так и не дебютировал в её составе.

## После футбола
После завершения карьеры Мокоена работал в типографии в Рандбурге и тренировал любительский клуб «Мофоло Лидс». Ныне работает мерчандайзером в магазине Checkers. Также он является основателем фонда для развития и обучения молодёжи в ЮАР.